# Georges Cirot
Georges Eugène Alfred Cirot, quien a veces latinizaba su nombre como Georgius Cirot, (Neuilly-sur-Seine, 25 de febrero de 1870 - Burdeos, 27 de noviembre de 1946) fue un historiador e hispanista francés.

## Biografía
Realizó sus estudios secundarios en la escuela de Notre-Dame de Sainte-Croix de Neuilly y en el Liceo Condorcet. Para los dieciocho años tenía una licenciatura en letras y ciencias. Más tarde ingresó en la Escuela Normal Superior en 1891, donde estuvo bajo la dirección de Ferdinand Brunot y Morel-Fatio. Graduado en la escuela primaria, comenzó a investigar en la Fundación Thiers (1895), formando parte de la tercera promoción. El 6 de noviembre de 1896 fue nombrado profesor de la Facultad de Letras de Burdeos. Sería este destino desde entonces permanente y allí enseñaría durante exactamente medio siglo.
Cuando en 1898 la Universidad de Burdeos, «respondiendo a la llamada de la tradición hispánica de esta región, creó por iniciativa propia una maestría en estudios hispánicos» Cirot pasó de la gramática al español y, con ayuda de Alfred Morel-Fatio, de Ernest Merimée, Pierre Paris y Georges Radet, fundó el  Bulletin Hispanique que lo perpetuaría.
Decano honorario de la Universidad de Burdeos, varios viajes a España le permitieron completar sus tesis. De la misma forma que la gramática clásica le empujó al estudio de la gramática de las lenguas romances en formación, su contacto con España le convirtió en un historiógrafo interesado más particularmente por las crónicas latinas medievales. Se ha hecho clásico su estudio sobre Juan de Mariana publicado en Burdeos como Mariana historien (1904).
En 1906, pasó de profesor universitario a catedrático del Estado. Su nombramiento iba firmado por el presidente Armand Fallieres y el ministro Aristide Briand. Hasta el estallido de la Primera Guerra Mundial mantuvo su principal interés de estudio en la historia. Hacia el final de su vida, sin dejar la historia, sus incursiones en el campo de la literatura serán cada vez más frecuentes y fructíferas.
También hizo importantes contribuciones al conocimiento de la maurofilia literaria en el Siglo de Oro y de los judíos sefarditas emigrados a Burdeos.

## Su papel como hispanista
En 1948, en una semblanza firmada por el historiador y bibliotecario gallego Benito Sánchez Alonso, valoraba positivamente sus contribuciones cuando afirmaba:

Hasta tal punto se había compenetrado Girot con la cultura hispánica que no le intimidaron los temas más inatractivos, esos capítulos que sólo por la obligación de no dejar lagunas acometen los investigadores nacionales, ávidos de salir pronto a terreno menos hosco. Este acogerlo todo, sin reservarse para lo brillante y de seguro éxito a poca costa, creo que es su característica más saliente.
(...)
En su manera, rigurosamente científica, de estudiar los asuntos, fue fiel secuaz de su maestro Morel-Fatio. No cuadraba, por el contrario, a su espíritu la adusta severidad con que aquel ejercía el menester crítico. El acoge con inextinguible indulgencia cuantos aportes, de principiantes como de maestros, va produciendo la erudición española, hace escaso hincapié en sus defectos y alienta a los investigadores con generosos elogios.
(...)
Cuando Cirot inició sus trabajos sobre el pasado hispánico, amplias zonas de la historiografía estaban casi vírgenes, sólo tratadas de soslayo entre el conjunto de la literatura de ficción; en algunos puntos la última palabra era aún la de Amador de los Ríos, que por acudir por sí solo a todo el campo literario no había alcanzado sino a desbrozar una parte del camino. Cirot se pertrechó con un completísimo conocimiento de cuantos elementos había, y los resultados a que ya en sus comienzos llegó siguen hoy en lo esencial vigentes. En líneas generales puede decirse que se han renovado y completado las biografías de los autores, pero no rectificado la valoración que de sus obras hizo él.
Benito Sánchez Alonso, 1948

En la misma línea, otro autor español, exiliado en Francia, Manuel Núñez de Arenas, trazará en 1947 su necrológica:

Muchas veces he pensado en la injustificada preterición con que se considera en todos los países a tres categorías de hombres intelectuales que, sin embargo, contribuyen tremendamente a la civilización, tres categorías de hombres, acarreadores podríamos llamarles del saber, a los xenófilos, a los traductores y a los divulgadores de teorías extranjeras.

Sólo cuando pasan varios siglos se atreven los historiadores a reconocer el mérito de esos hombres laboriosos, modestos y entusiastas.
(...)
Ya sé que estos hombres con sus aportaciones enriquecen su patria, pero al tiempo enriquecen la ajena, dándole un área de mayor influencia. Debían pues, ser mirados a la vez en los dos países como hijos preclaros.
Pero la idea es difícil de aceptar. Siempre me acordaré de una pequeña discusión que se originó al examinar mi tesis doctoral. Trataba yo de Sagra, gran transportador de ideas a España y decíame Ortega y Gasset, que hombre sin sistema personal, original, no merecía estudio. Inmediatamente acudió en defensa de mi punto de vista contrario Cossío mostrando cuánto esta corriente de ideas marcaba en una civilización.
(...)

Cuando se piensa que un extranjero, un francés, ha profesado y sobre todo ha escrito durante cincuenta años con la mirada puesta, no en su país, sino en el nuestro, cuando se piensa que ha consagrado toda su actividad, toda su inteligencia a la mayor gloria de nuestra patria ¿podremos en puridad de verdad negarle que ha hecho más por España que tantos de nuestros compatriotas que pasan por ilustres?
M. Núñez de Arenas, 1947

## Obras y publicaciones
- Mariana historien (Bordeaux, Feret & Fils, 1904).
- Les histoires générales d'Espagne entre Alphonse X et Philippe II (1284-1556), (Burdeos, Feret & Fils, 1904).
- Chronique latine des rois de Castille: jusqu'en 1236, Bordeaux: Feret et Fils, 1913
- Les "Anales de la Corona de Aragón" de Jerónimo Zurita (Bordeaux: Feret, ¿1939?)
- Etudes sur l'Historiographie Espagnole. Mariana historien Bordeaux: G. Gonnonilhou, 1905
- Les fils d'Arias González (épisode final du siège de Zamora), d'après la Chronique générale et Gil de Zamora Bordeaux: Feret, ¿1939?
- Les histoires génerales de Espagne, entre Alphonse X et Philippe II (1284-1556) Bordeaux, etc.: Feret & Fils, etc., 1905
- Une chronique léonaise inédite. Bulletin hispanique 1909, nº 11-3, pp. 259–282. Hasta entonces inédita, esta crónica hispánica será luego conocida como Crónica najerense.[7]
- La Chronique léonaise et la Chronique dite de Silos. Bulletin hispanique, 1914, nº 16-1, pp. 15–34.
- Lorenzo de Padilla et la pseudo-histoire Bordeaux: s.n., 1911.
- Les juifs de Bordeaux: Leur situation morale et sociale de 1550 a la Revolution Bordeaux: Feret et Fils, 1920
- La maurophilie littéraire en Espagne au XVIe siècle Bordeaux: Feret, 1939, traducido como La Maurofilia literaria en España en el s. XVI S.l.: s.n., s.a.
- Notes complémentaires sur l'"Atalaya" de l'Archiprètre de Talavera Bordeaux: Feret et Fils, 1926.
- Index onomastique et géographique de la chronique léonaise. Bulletin hispanique 1934, nº 36-4, pp. 401–425.